# Volvo Open Cup
Volvo Open Cup è una gara di pattinaggio di figura organizzata a Riga, in Lettonia. Nella stagione 2014-2015 ha fatto parte del circuito ISU Challenger Series. Comprende gare a livello senior, junior e novice nei singoli, sia maschili che femminili, nella coppia e nella danza su ghiaccio. 

Questa competizione presenta più edizioni in ogni stagione, solitamente tre.

## Albo d'oro senior
CS: ISU Challenger Series 

N.B.: di seguito sono elencati i risultati delle competizioni più rilevanti.

### Singolo maschile
| Edizione | Data          | Oro                 | Argento           | Bronzo              |
| 20º      | Gennaio 2013  | Denis Ten           | Mikhail Kolyada   | Ronald Lam          |
| 22º      | Novembre 2013 | Evgeni Plushenko    | Alexander Petrov  | Sergei Borodulin    |
| 25º CS   | Novembre 2014 | Alexander Petrov    | Gordei Gorshkov   | Artur Dmitriev Jr.  |
| 28º      | Novembre 2015 | Artur Dmitriev Jr.  | Alexander Majorov | Martin Rappe        |
| 31º      | Novembre 2016 | Alexander Samarin   | Igor Efimchuk     | Artem Lezheev       |
| 34º      | Novembre 2017 | Ivan Righini        | Maurizio Zandron  | Phillip Harris      |
| 37º      | Novembre 2018 | Vladimir Litvintsev | Mark Gorodnitsky  | Ivan Shmuratko      |
| 40º      | Novembre 2019 | Artem Kovalev       | Irakli Maysuradze | Vladimir Litvintsev |
| 44º      | Novembre 2021 | Irakli Maysuradze   | Aleksandr Selevko | Nika Egadze         |
| 47º      | Novembre 2022 | Vladimir Samoilov   | Arlet Levandi     | Kyrylo Marsak       |
| 48º      | Gennaio 2023  | Arlet Levandi       | Jegor Martsenko   | Louis Weissert      |

### Singolo femminile
| Edizione | Data          | Oro                | Argento                  | Bronzo                    |
| 20º      | Gennaio 2013  | Li Zijun           | Zhao Ziquan              | Daša Grm                  |
| 22º      | Novembre 2013 | Brooklee Han       | Jenna McCorkell          | Juulia Turkkila           |
| 25º CS   | Novembre 2014 | Angelīna Kučvaļska | Lutricia Bock            | Jenni Saarinen            |
| 28º      | Novembre 2015 | Matilda Algotsson  | Kerstin Frank            | Byun Ji-hyun              |
| 31º      | Novembre 2016 | Angelīna Kučvaļska | Ivett Tóth               | Kailani Craine            |
| 34º      | Novembre 2017 | Gerli Liinamäe     | Isadora Williams         | Danielle Harrison         |
| 37º      | Novembre 2018 | Ivett Tóth         | Karly Robertson          | Kristen Spours            |
| 40º      | Novembre 2019 | Viktoria Safonova  | Ekaterina Ryabova        | Alina Urushadze           |
| 43º      | Novembre 2020 | Angelīna Kučvaļska | Anete Lāce               | Nessun altro partecipante |
| 44º      | Novembre 2021 | Alina Urushadze    | Livia Kaiser             | Oona Ounasvuori           |
| 47º      | Novembre 2022 | Janna Jyrkinen     | Kristina Škuleta-Gromova | Emmi Peltonen             |
| 48º      | Gennaio 2023  | Sofja Stepchenko   | Nataly Langerbaur        | Olivia Lisko              |

### Coppie
| Edizione | Data          | Oro                                       | Argento                            | Bronzo                               |
| 25º      | Novembre 2014 | Kristina Astakhova / Alexei Rogonov       | Maria Vigalova / Egor Zakroev      | Maria Paliakova / Nikita Bochkov     |
| 31º      | Novembre 2016 | Arina Cherniavskaia / Evgeni Krasnopolski | Paris Stephens / Matthew Dodds     | nessun altro partecipante            |
| 34º      | Novembre 2017 | Zoe Jones / Christopher Boyadji           | Sofiya Karagodina / Semen Stepanov | Ioulia Chtchetinina / Mikhail Akulov |
| 37º      | Novembre 2018 | Cléo Hamon / Denys Strekalin              | Camille Mendoza / Pavel Kovalev    | Coline Keriven / Antoine Noel Pierre |
| 40º      | Novembre 2019 | Rebecca Ghilardi / Filippo Ambrosini      | Karina Akopova / Maksim Shagalov   | Anna Vernikov / Evgeni Krasnapolski  |

### Danza su ghiaccio
| Edizione | Data          | Oro                                    | Argento                              | Bronzo                                       |
| 20º      | Gennaio 2013  | Victoria Sinitsina / Ruslan Zhiganshin | Irina Shtork / Taavi Rand            | Tanja Kolbe / Stefano Caruso                 |
| 22º      | Novembre 2013 | Julia Zlobina / Alexei Sitnikov        | Nelli Zhiganshina / Alexander Gazsi  | Lorenza Alessandrini / Simone Vaturi         |
| 25º CS   | Novembre 2014 | Federica Testa / Lukáš Csölley         | Viktoria Kavaliova / Yurii Bieliaiev | Rebeka Kim / Kirill Minov                    |
| 28º      | Novembre 2015 | Rebeka Kim / Kirill Minov              | Olga Jakušina / Andrey Nevskiy       | Thea Rabe / Timothy Koleto                   |
| 31º      | Novembre 2016 | Lucie Myslivečková / Lukáš Csölley     | Kavita Lorenz / Joti Polizoakis      | Varvara Ogloblina / Mikhail Zhirnov          |
| 34º      | Novembre 2017 | Katharina Müller / Tim Dieck           | Darya Popova / Volodymyr Byelikov    | Anna Yanovskaya / Ádám Lukács                |
| 37º      | Novembre 2018 | Betina Popova / Sergey Mozgov          | Katharina Müller / Tim Dieck         | Darya Popova / Volodymyr Byelikov            |
| 40º      | Novembre 2019 | Sofia Shevchenko / Igor Eremenko       | Maria Kazakova / Georgy Reviya       | Yuka Orihara / Juho Pirinen                  |
| 44º      | Novembre 2021 | Elizaveta Khudaiberdieva / Egor Bazin  | Maria Ignateva / Danijil Szemko      | Ekaterina Kuznetsova / Oleksandr Kolosovskyi |

## Albo d'oro junior

### Singolo maschile
| Edizione | Data          | Oro                | Argento               | Bronzo                    |
| 20º      | Gennaio 2013  | Alexander Petrov   | Vladislav Smirnov     | Viktor Zubik              |
| 21º      | Maggio 2013   | Laurynas Vonžodas  | Iliya Chernih         | nessun altro partecipante |
| 22º      | Novembre 2013 | Deniss Vasiļjevs   | Graham Newberry       | Igor Efimchuk             |
| 25º      | Novembre 2014 | Dmitri Aliev       | Artem Tsoglin         | Daniel Albert Naurits     |
| 28º      | Novembre 2015 | Petr Gumennik      | Josh Brown            | Jegor Zelenjak            |
| 31º      | Novembre 2016 | Andrei Mozalev     | Daniel Albert Naurits | Denis Gurdzhi             |
| 34º      | Novembre 2017 | Vladislav Chashkov | Alexander Bibikov     | Xavier Vauclin            |
| 37º      | Novembre 2018 | Rakhat Bralin      | Noah Bodenstein       | Florian Paschke           |
| 40º      | Novembre 2019 | Aleksander Golubev | Matvei Gilev          | Yakau Zenko               |
| 43º      | Novembre 2020 | Jegor Martchenko   | Daniel Kockers        | Antons Trofimovs          |
| 44º      | Novembre 2021 | Jegor Martchenko   | Iakov Pogrebinskii    | Axel Ahmed                |
| 47º      | Novembre 2022 | Glib Smotrov       | Nikita Sheiko         | Iakov Pogrebinskii        |
| 48º      | Gennaio 2023  | Edward Appleby     | Glib Smotrov          | Luca Funfer               |

### Singolo femminile
| Edizione | Data          | Oro                                                       | Argento                         | Bronzo                                            |
| 20º      | Gennaio 2013  | Maria Stavitskaia                                         | Anna Khnychenkova               | Angelina Kučvaļska                                |
| 21º      | Maggio 2013   | Samanta Kovalkova                                         | Elizabete Pujate                | Alina Anisimova                                   |
| 22º      | Novembre 2013 | Serafima Sakhanovich                                      | Maria Gorokhova                 | Deimantė Kizalaitė                                |
| 23º      | Gennaio 2014  | Samanta Kovalkova                                         | Karlina Monika Pole             | Ugnė Pečiukaitytė                                 |
| 25º      | Novembre 2014 | Diāna Ņikitina                                            | Lea Johanna Dastich             | Son Suh-hyun                                      |
| 27º      | Maggio 2015   | Sindra Kriisa                                             | Kart Jodsche                    | Ethel Enniko                                      |
| 28º      | Novembre 2015 | Diāna Ņikitina                                            | Annika Hocke                    | Kim Cheremsky                                     |
| 31º      | Novembre 2016 | Gruppo I: Anastasija Gubanova Gruppo II: Polina Ustinkova | I: Holly Harris II: Annely Vahi | I: Augusta-Anastasia Evseeva II: Jennifer Schmidt |
| 34º      | Novembre 2017 | Anastasia Guliakova                                       | Nastasya Eremina                | Anete Lace                                        |
| 37º      | Novembre 2018 | Olga Mikutina                                             | Emelie Ling                     | Niina Petrõkina                                   |
| 40º      | Novembre 2019 | Ksenija Sinicyna                                          | Anastasiia Shabotova            | Mariia Bolsheva                                   |
| 43º      | Novembre 2020 | Janna Jyrkinen                                            | Mariia Bolsheva                 | Marianne Must                                     |
| 44º      | Novembre 2021 | Iida Karhunen                                             | Sofja Stepchenko                | Marianne Must                                     |
| 47º      | Novembre 2022 | Iida Karhunen                                             | Petra Lahti                     | Maria Eliise Kaljuvere                            |
| 48º      | Gennaio 2023  | Anna Flora Colmor Jepsen                                  | Anna Sheniuk                    | Petra Lahti                                       |

### Coppie
| Edizione | Data          | Oro                                   | Argento                                | Bronzo                          |
| 25º      | Novembre 2014 | Irma Caldara / Edoardo Caputo         | nessun altro partecipante              | nessun altro partecipante       |
| 28º      | Novembre 2015 | Meiryla Findley / Austin Hale         | Jacquelin Green / Rique Newby-Estrella | nessun altro partecipante       |
| 31º      | Novembre 2016 | Nika Osipova / Aleksandr Galiamov     | Kseniia Akhanteva / Valerii Kolesov    | Hailey Kops / Artem Tsoglin     |
| 34º      | Novembre 2017 | Irma Caldara / Edoardo Caputo         | nessun altro partecipante              | nessun altro partecipante       |
| 37º      | Novembre 2018 | Hailey Kops / Artem Tsoglin           | Darya Rabkova / Vladyslav Gresko       | Sofiia Holichenko / Ivan Pavlov |
| 40º      | Novembre 2019 | Apollinariia Panfilova / Dmitry Rylov | Diana Mukhametzianova / Ilia Mironov   | Alina Butaeva / Luka Berulava   |

### Danza su ghiaccio
| Edizione | Data          | Oro                                     | Argento                                       | Bronzo                                  |
| 20º      | Gennaio 2013  | Anna Yanovskaya / Sergey Mozgov         | Viktoria Kavaliova / Yuri Bieliaiev           | Valentina Gabusi / Nik Mirzakhani       |
| 22º      | Novembre 2013 | Anna Yanovskaya / Sergey Mozgov         | Oleksandra Nazarova / Maxim Nikitin           | Ekaterina Bocharova / Anton Shibnev     |
| 25º      | Novembre 2014 | Anastasia Shpilevaya / Grigory Smirnov  | Natalia Kaliszek / Maksym Spodyriev           | Yulia Dolgikh / Dmitry Mikhailov        |
| 28º      | Novembre 2015 | Polina Ivanenko / Daniil Karpov         | Emilia Kalehanava / Uladzislau Palkhouski     | Arina Vakulenko / Egor Tarasenko        |
| 31º      | Novembre 2016 | Sofia Litvinova / Alexandre Balikov     | Emilia Kalehanava / Uladzislau Palkhouski     | Julia Wagret / Mathieu Couyras          |
| 34º      | Novembre 2017 | Sofia Shevchenko / Igor Eremenko        | Sofya Litvinova / Aleksandr Balykov           | Aleksandra Kravchenko / Gordey Khubulov |
| 37º      | Novembre 2018 | Maria Kazakova / Georgy Reviya          | Elizaveta Shanaeva / Devid Naryzhnyy          | Diana Davis / Gleb Smolkin              |
| 40º      | Novembre 2019 | Diana Davis / Gleb Smolkin              | Ekaterina Katashinskaia / Aleksandr Vaskovich | Sofia Leontieva / Daniil Gorelkin       |
| 44º      | Novembre 2021 | Polina Kocherigina / Evgeny Artuschenko | Giorgia Galimberti / Matteo Libasso Mandelli  | Kayleigh Maksymec / Maximilien Rahier   |

## Albo d'oro novice

### Singolo maschile
| Edizione | Data          | Oro                          | Argento                   | Bronzo                    |
| 20º      | Gennaio 2013  | Alexei Krasnozhon            | Aleksandr Selevko         | Charlton Doherty          |
| 21º      | Maggio 2013   | Daniil Zurav                 | Maksim Erehinsky          | nessun altro partecipante |
| 22º      | Novembre 2013 | Ilya Knyazhuk                | Josh Brown                | Nurullah Sahaka           |
| 25º      | Novembre 2014 | Tomàs-Llorenç Guarino Sabaté | Theo Julien               | Mihhail Selevko           |
| 27º      | Maggio 2015   | Aleksandras Chitrenko        | nessun altro partecipante | nessun altro partecipante |
| 28th     | Novembre 2015 | Lofti Sereir                 | Yauheni Puzanau           | Mihhail Selevko           |
| 31º      | Novembre 2016 | Kims Georgs Pavlovs          | Aleksejs Mazalevskis      | Vladislav Smirnov         |
| 34º      | Novembre 2017 | Aleksejs Mazalevskis         | Daniels Kochkers          | Vladimir Taganov          |
| 37º      | Novembre 2018 | Ian Vaucline                 | Jegor Martsenko           | Nikita Kovalenko          |
| 40º      | Novembre 2019 | Nikita Sheiko                | Orel Itzhak Bohadana      | Antons Trofimovs          |
| 43º      | Novembre 2020 | Kirill Korkac                | nessun altro partecipante | nessun altro partecipante |
| 44º      | Novembre 2021 | Nikita Sheiko                | Kirill Sheiko             | Segev Shlomo Avisar       |

### Singolo femminile
| Edizione | Data          | Oro                    | Argento                  | Bronzo                           |
| 20º      | Gennaio 2013  | Diāna Ņikitina         | Stanislava Konstantinova | Darja Šatibelko                  |
| 21º      | Maggio 2013   | Elena Vidomskaya       | Kristina Zaslavskaya     | Elizabet Ingibjorg Saevarsdottir |
| 22º      | Novembre 2013 | Diāna Ņikitina         | Anni Järvenpää           | Daria Usmanova                   |
| 23º      | Gennaio 2014  | Anželika Kļujeva       | Elizabete Jubkane        | Linda Stūre                      |
| 25º      | Novembre 2014 | Nikola Mažgane         | Jelizaveta Minčenko      | Petra Laakonen                   |
| 27º      | Maggio 2015   | Jelizaveta Minchenko   | Aleksandra Shlahova      | Adele-Helena Rinne               |
| 28º      | Novembre 2015 | Selma Ihr              | Alina Urušadze           | Lisa Lager                       |
| 31º      | Novembre 2016 | Elizaveta Malinovskaya | Veronika Kuznetsova      | Jelizaveta Minchenko             |
| 34º      | Novembre 2017 | Niina Petrokina        | Ivetta Berkovich         | Selina Kaneda                    |
| 37º      | Novembre 2018 | Ivetta Berkovich       | Janni Riekinen           | Lili Krizsanovski                |
| 40º      | Novembre 2019 | Amalija Zelenjak       | Agne Ivanovaite          | Zasmina Jefremenko               |
| 43º      | Novembre 2020 | Nikola Fomchenkova     | Emilija Ozola            | Kira Baranovska                  |
| 44º      | Novembre 2021 | Olivia Bacsa           | Carla Anthea Gradinaru   | Eugenia Sekulovski               |

### Coppie
| Edizione | Data          | Oro                                   | Argento                                     | Bronzo                    |
| 34º      | Novembre 2017 | Olga Andrienko / Andrei Halankov      | Li Lia Shaked / Ori Moshe Kasas             | nessun altro partecipante |
| 37º      | Novembre 2018 | Yadviha Shutava / Uladzislau Saprykin | Anastasia Sazonova / Jamshid Tashmukhamedov | nessun altro partecipante |
| 40º      | Novembre 2019 | Viktoriia Bychkova / Ivan Khobta      | Aleksandra Razvozhaeva / Pavel Astakhov     | nessun altro partecipante |

### Danza su ghiaccio
| Edizione | Data          | Oro                                        | Argento                                    | Bronzo                                       |
| 20º      | Gennaio 2013  | Emiliya Kalehanova / Uladzislau Palkhouski | Karolina Klikich / Daniil Ragimov          | Katerina Bunina / Andrey Sokolov             |
| 22º      | Novembre 2013 | Palina Mishchanchuk / Uladzimir Zaitsau    | Hannah Gassoumi / Corentin Rahier          | Margarita Shestakova / Savelii Ugriumov      |
| 25º      | Novembre 2014 | Palina Mishchanchuk / Uladzimir Zaitsau    | Eva Kuts / Yuri Petrosian                  | nessun altro partecipante                    |
| 28º      | Novembre 2015 | Eva Zaporozhskaya / Aleksandr Balykov      | Ekaterina Kuznetsova / Dmitrii Parkhomenko | Sofya Tyutyunina / Alexander Shustitskiy     |
| 31º      | Novembre 2016 | Yulia Alieva / Mikhail Kaigorostsev        | Viktoria Lopusova / Leonid Tushev          | Jessenia Tsenkman / Marko Jevgeni Gaidajenko |
| 34º      | Novembre 2017 | Yulia Alieva / Mikhail Kaigorostsev        | Sofiia Aleksova / Maksemilian Dubov        | Vasilisa Kagarnovskaia / Ilya Vladimirov     |
| 37º      | Novembre 2018 | Sofia Kachushkina / Egor Goncharov         | Angelina Kudryavtseva / Ilia Karankevich   | Tatjana Bunina / Ivan Kuznecov               |
| 40º      | Novembre 2019 | Jilia Churkina / Boris Frolov              | Polina Kochergina / Evgeniy Artuschenko    | Aleksandra Shinkarenko / Vlad Mihailov       |
| 44º      | Novembre 2021 | Yaroslava Vorobeva / Georgii Tsymbalov     | Vlada Berdnikova / Ivan Telnov             | nessun altro partecipante                    |